# Гальцев, Юрий Николаевич

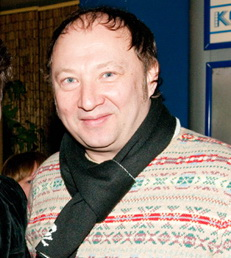
Юрий Гальцев на премьере фильма «Мы из будущего 2» в кинотеатре «Октябрь», 11 февраля 2010 года

Ю́рий Никола́евич Га́льцев (род. 12 апреля 1961, Курган) — советский и российский актёр театра, кино, телевидения, озвучивания и дубляжа, комик, гитарист, клоун, театральный педагог, юморист, артист эстрады, пародист, певец, аккордеонист и телеведущий. Заслуженный артист Российской Федерации (2003). Художественный руководитель Театра эстрады имени А. И. Райкина в Санкт-Петербурге (с декабря 2008 года по настоящее время).

## Биография

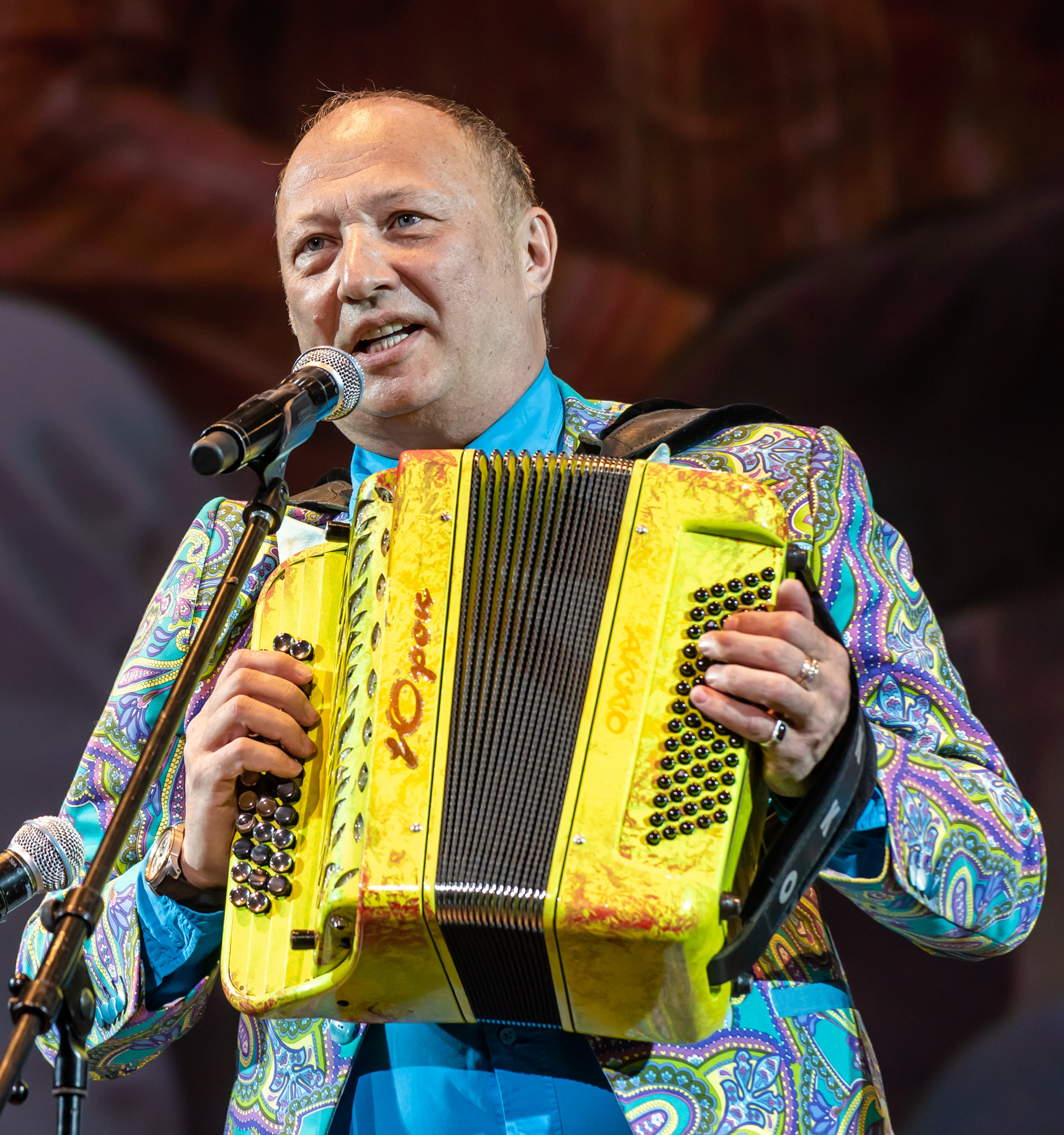
Юрий Гальцев на концерте группы «Дискомафия» в 2019 году

Родился 12 апреля 1961 года в городе Кургане Курганской области. В этот день Юрий Гагарин первым в мире полетел в космос. Гальцева назвали в его честь.

«Через час после моего рождения по радио объявляют, что Юрий Гагарин полетел в космос. На следующий день к маминой койке подходит делегация из горкома: „Ваш сын появился на свет в такой исторический момент, хорошо бы назвать его Юрием“».— Юрий Гальцев.
Отец — Николай Афанасьевич Гальцев (1935, д. Ключики, Куртамышский район, Курганская область — 2011), заслуженный строитель СССР, директор завода железобетонных изделий, играл на многих музыкальных инструментах, брал сына на охоту и рыбалку, в походы, купил сыну мопед, а потом мотоцикл, вместе с сыном делали самодельные лодки и катамараны. Дед — Афанасий Зиновьевич Гальцев (1898—1947, расстрелян). Прапрадед Гальцева владел конными заводами, фамилия предков Гальцева была Гольцевы Мать — Раиса Григорьевна Гальцева, сменила много профессий. Её дед, Александр Александрович Черепанов, служил в НКВД СССР. У Юрия есть младший брат Николай Николаевич Гальцев, окончил машиностроительный институт, занимается бизнесом.
Был меломаном, покупал пластинки: Queen, The Beatles, Chicago, Nazareth и особенно Yes, на пластинки зарабатывал с тринадцати лет: 

«Замок поставил — троячок заработал, окно вставил, подкрасил — ещё полтора-два рубля».— Юрий Гальцев.
 Научился играть сначала на семиструнной, а потом и на шестиструнной гитаре, написал свою первую песню в 9-м классе. Окончил детскую музыкальную школу по классу баяна.
Мечтал стать космонавтом и после школы поступал в Тамбовское высшее военное авиационное училище лётчиков, но медкомиссию он не прошёл. Окончил школу № 31 г. Кургана. Подавал документы в Курганское высшее военно-политическое авиационное училище и в Челябинское высшее танковое училище, не поступил. Служил в Советской Армии в Чебаркуле (Челябинская область). В армии проявил актёрские способности. В настоящее время майор
 запаса.
В 1978—1983 годах учился в Курганском машиностроительном институте по специальности «Автомобильное хозяйство». Будучи студентом, возглавил агиттеатр, играл и пел в ВИА «Труверы». Получив инженерное образование, решил сделать творческую карьеру.

### Артистическая карьера
В 1988 году окончил Ленинградский государственный институт театра, музыки и кинематографии имени Н. К. Черкасова (ЛГИТМиК) по специализации «Музыкально-речевая эстрада» (курс Исаака Романовича Штокбанта). В институте познакомился и подружился с Геннадием Ветровым, Николаем Фоменко и Сергеем Селиным. Позже с Геннадием Ветровым работал в театре «Буфф», в 1993 году в театр пришла работать Елена Лебенбаум (Воробей).
Работал в театрах:

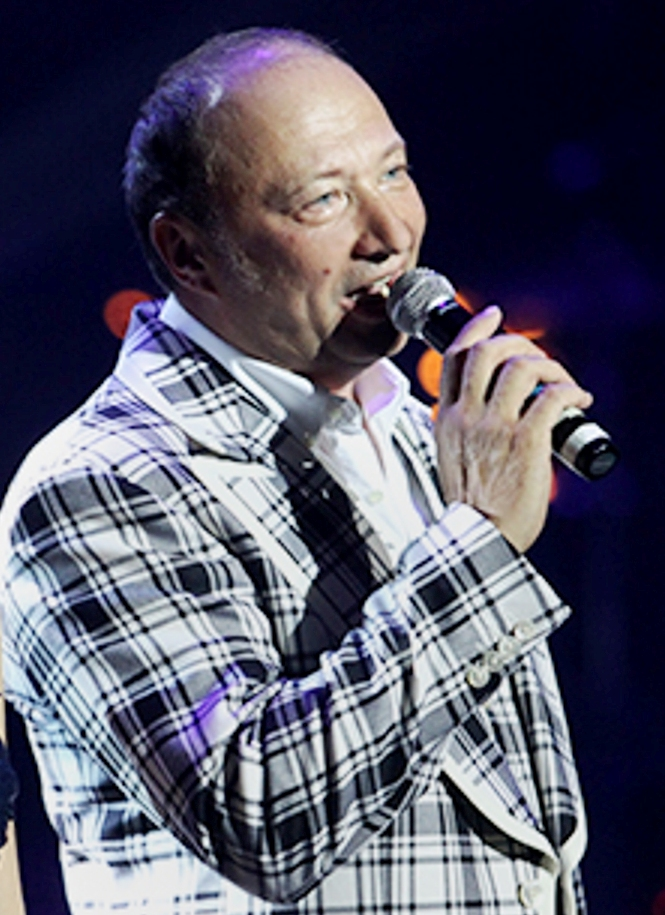
Выступление в Центральном академическом театре Российской армии, 2013 год

- «Буфф» (1989—1995). Играл в эстрадных спектаклях «Гахан и его друзья», «Чёрный кот», «Здравствуйте, товарищи, или Ваш выход, актёр!», «Вокзал „Надежда“», «Ах, кабаре!» и спектакле «Бал воров» (Петр Боно).
- «Фарсы» (1993—1995) Играл в спектаклях «Фантазии, или Шесть персонажей в ожидании ветра», «Стриптиз», «Три мушкетёра».
- «На Литейном»[13].
- «Лицедеи» (1995—1998). Играл в спектаклях «Доктор Пирогофф» (Матрос), «Ассистент-ревю» (Клоун), «Катастрофа» (Пожарник).

В 1999 году организовал собственный «УТЮГ» — Универсальный театр Юрия Гальцева, где играл в спектаклях «Виртуозы Невы», «Юра из Петербурга», «Весёлые картинки».
В 2000 году стал лауреатом Кубка Аркадия Райкина на международном фестивале «MORE SMEHA» в г. Рига. Единственный лауреат в истории фестиваля, получивший Кубок А. Райкина из рук М. М. Жванецкого.В декабре 2008 года назначен художественным руководителем государственного Театра эстрады имени А. И. Райкина в Санкт-Петербурге.
Преподавал в Санкт-Петербургской государственной академии театрального искусства.
С ноября 2010 года по январь 2011 года вместе со своим творческим напарником Геннадием Ветровым вёл юмористическую телепередачу «Два весёлых гуся». Вместе с коллегами по эстраде проводит в Кургане фестиваль искусств «Середина лета».
В 2014 году — участник шоу перевоплощений «Точь-в-точь», член жюри шоу «Театр эстрады».

12 апреля 2025 года в своем личном сообществе в платформе ВКонтакте сообщил о выходе нового музыкального альбома.
Так же Юрий прикрепил сообщение следующего содержания:
Привет всем! Рад представить вам мой новый музыкальный альбом-квартирник – «УТЮГ». Это аббревиатура – Универсальное Трио Юрия Гальцева.
Заряжайтесь хорошим настроением, слушайте на всех платформах!
Прикрепляю ссылку на Яндекс Музыку! До скорой встречи в эфире! #юнга🎭🎸
.

Над «УТЮГОМ» работали:
Юрий Гальцев – голос, гитара;
Александр Алексин - соло-гитара, бэк-вокал, балалайка, укулеле;
Дмитрий Борисов – бас-гитара, гармоника и шейкер-ритмы.

## Общественная позиция
В марте 2014 года Гальцев поддержал аннексию Крыма Россией, заявив: «с Крымом Путин войдет в историю», подписал письмо президенту России Владимиру Путину в поддержку аннексии.
В 2022 году поддержал российское вторжение на Украину, заявив: «мы воюем не против украинцев, а против НАТО», выступал перед участниками российского вторжения в военных госпиталях. Национальное агентство по предотвращению коррупции Украины выступило с инициативой о введении против Гальцева санкций, так как он «публично распространяет нарративы в соответствии с кремлевской пропагандой для целей оправдания действий России».

## Творчество

### ВИА «Самородки»
- Юрий Гальцев — вокал, пародии, голос, акустическая гитара, баян.
- Дмитрий Борисов — бас-гитара, гармоника, шейкер-ритмы
- Александр Алексин — соло-гитара, бэк-вокал, балалайка, укулеле
- Владимир Павличенко[23] — ударные, кахон.
- Илья Зубов — баян, соло, муз. руководитель театра им. А.Райкина[24].

### Дискография
- 2000 — Ух ты и другие приключения Юрика
- 2009 — Середина лета
- 2016 — РеМажорДома
- 2025 — УТЮГ (универсальное трио Юрия Гальцева)

Также записал с группой Дмитрия Некрасова «ДНК-Нижний Новгород» песню «Денежка».

### Фильмография
| Год       |     | Название                                               | Роль |
| --------- | --- | ------------------------------------------------------ | --- |
| 1986      | ф   | Джек Восьмёркин — «американец»                         | коммунар |
| 1989      | ф   | Филипп Траум                                           | бродячий актёр                                                                                                   |
| 1992      | ф   | Прекрасная незнакомка                                  | новобрачный |
| 1992      | мтф | Рэкет                                                  | наркокурьер Сырулиев                                                                                             |
| 1997      | ф   | История про Ричарда, Милорда и прекрасную Жар-птицу    | первый покупатель флага                                                                                          |
| 1997      | ф   | Шизофрения                                             | дальнобойщик-насильник                                                                                           |
| 1998      | ф   | Любовь зла…                                            | мясник |
| 1998      | с   | Железные бабки                                         | гаишник / официант / бабуся в синем платке                                                                       |
| 1998      | ф   | Любовь зла…                                            | мясник |
| 1997—1998 | с   | Улицы разбитых фонарей (серия «Подставка»)             | Валера, любвеобильный сосед Дукалиса                                                                             |
| 1998—1999 | с   | Агент национальной безопасности-1 (12 серия «Транзит») | Хобот |
| 1998—1999 | с   | Улицы разбитых фонарей 2 (серия «Шла Саша по шоссе»)   | колдун Сергей Сердюк                                                                                             |
| 1999      | с   | Убойная сила                                           | Юрий, эксперт-криминалист (сезоны 1−2; в серии «Оперативное вмешательство», «Ударная волна» и «Мера пресечения») |
| 2000—2003 | с   | Тушите свет!                                           | Филипп Шариков, корреспондент программы «Хот Дог News»                                                           |
| 2000—2001 | с   | Улицы разбитых фонарей 3                               | вокал |
| 2000      | ф   | Дом надежды                                            | немец |
| 2000      | с   | Империя под ударом                                     | приват-доцент Александр Иосифович Франк                                                                          |
| 2000—2001 | с   | Убойная сила 2                                         | Юрий, эксперт (в фильме «Практическая магия»)                                                                    |
| 2001      | с   | Чёрный ворон                                           | Эдуард Борисович Пандалевский, лабух                                                                             |
| 2001      | ф   | Вицмундиръ                                             | Разгильдяев |
| 2001      | с   | Ключи от смерти                                        | Тимофей Прокопчик                                                                                                |
| 2001      | с   | Русские страшилки                                      | Лев Николаевич Венедиктов                                                                                        |
| 2001—2003 | с   | Кышкин дом                                             | Бесполезняк |
| 2001—2002 | с   | Агентство                                              | клиент агентства                                                                                                 |
| 2002      | ф   | Сказ про Федота-стрельца                               | испанский посол                                                                                                  |
| 2002      | ф   | Повелитель луж                                         | Епашка, помощник доктора Смога                                                                                   |
| 2003      | ф   | С Новым годом! С новым счастьем!                       | Апокин |
| 2004—2005 | с   | Осторожно, Задов!                                      | Элеонора (пилотная серия) / фотограф (1 сезон: 3 серия) / дед (1 сезон: 14 серия) / Владимир (2 сезон: 12 серия) |
| 2003      | ф   | Тимур и его коммандос                                  | Паша, «Лимузин», коммандос                                                                                       |
| 2004      | ф   | Сорочинская ярмарка                                    | поп |
| 2005      | ф   | Двенадцать стульев                                     | Отец Фёдор |
| 2005      | ф   | Новогодний киллер                                      | Рупчинский |
| 2005      | с   | Решение проблем                                        | Елена Ильинична / Лёня Колокольников                                                                             |
| 2005      | ф   | Всё золото мира                                        | в роли самого себя                                                                                               |
| 2005      | ф   | Первый скорый                                          | кинорежиссёр |
| 2006      | ф   | Русские деньги                                         | Лыняев |
| 2005—2006 | с   | Веселые картинки                                       | разные роли |
| 2006      | ф   | Звёздные каникулы                                      | шоумен и ведущий «Космовидение»                                                                                  |
| 2006      | ф   | Бедная крошка                                          | жаба |
| 2006      | ф   | Первый дома                                            | милиционер / возлюбленный Паши Аркадий                                                                           |
| 2007      | ф   | Королевство кривых зеркал                              | премьер-министр Абаж / участник от цыган                                                                         |
| 2007      | ф   | Возвращение блудного мужа                              | Антон Михайлович                                                                                                 |
| 2008      | с   | Ералаш (выпуск № 217, сюжет «Жажда знаний»)            | учитель истории                                                                                                  |
| 2008      | ф   | Гитлер капут!                                          | Генрих Мюллер, группенфюрер СС                                                                                   |
| 2008      | ф   | Красиво жить не запретишь                              | Пётр Касатин, главная роль                                                                                       |
| 2008      | ф   | Золотая рыбка                                          | старуха |
| 2009      | ф   | Золотой ключик                                         | Буратино |
| 2009      | ф   | Самый лучший фильм 2                                   | глашатай |
| 2009      | ф   | Человек с бульвара Капуцинок                           | мэр |
| 2010      | ф   | Клуб счастья                                           | Илья Максимович, владелец клуба                                                                                  |
| 2010      | ф   | Морозко                                                | царь |
| 2011      | ф   | Новые приключения Аладдина                             | султан |
| 2012—2013 | с   | Анекдоты                                               | разные роли |
| 2012      | ф   | Ржевский против Наполеона                              | мэр (сцены не вошли в фильм)                                                                                     |
| 2012      | ф   | Красная Шапочка                                        | голый король |
| 2012      | с   | Улицы разбитых фонарей 12                              | Эдуард Заславский, осведомитель                                                                                  |
| 2013      | ф   | Три богатыря                                           | Добрыня Никитич                                                                                                  |
| 2014      | ф   | Тайна четырёх принцесс                                 | церемониймейстер                                                                                                 |
| 2015      | ф   | 12 месяцев. Новая сказка                               | Октябрь |
| 2015      | ф   | Развод по собственному желанию                         | Геннадий |
| 2016      | ф   | Тень                                                   | Жора, сотрудник телевидения                                                                                      |
| 2017      | ф   | Спасти Пушкина                                         | Борис Николаевич, директор лицея                                                                                 |
| 2017      | с   | Целитель                                               | Курагин |
| 2018      | ф   | Золушка                                                | король |
| 2018      | ф   | Однажды в Америке, или Чисто русская сказка            | Архипыч |
| 2018      | ф   | Один день лета                                         | мужчина в лифте                                                                                                  |
| 2019      | ф   | Лев Яшин. Вратарь моей мечты                           | директор школы                                                                                                   |
| 2021      | ф   | Здравствуй, Дедушка Мороз!                             | мэр |
| 2022      | ф   | Иван Семёнов: Школьный переполох                       | директор гимназии                                                                                                |
| 2023      | ф   | До рассвета                                            | Джохн |

### Озвучивание мультфильмов
- 2003 — 2+1=1
- 2004 — Щелкунчик — Толстый (мышь)
- 2004 — Столичный сувенир — Мари Веран
- 2004 — Похитители ёлок — Дед Мороз
- 2004 — Незнайка и Баррабасс — профессор Бром
- 2006 — Элька — Толстый
- 2016 — Волки и овцы: бееезумное превращение — Зико
- 2021 — Кощей. Начало — Водяной

### Дубляж
- 2005 — Жмурки —Серёга (роль Алексея Панина)[27]
- 2009 — Правдивая история кота в сапогах — Камергер[28]

### Телепередачи
- С конца 1990-х годов Юрий Гальцев — постоянный участник юмористических телепередач: «Ветровик, или Рояль в кустах», «Смехопанорама», «Кышкин дом», «Аншлаг», «Измайловский парк», «Юрмалина», «Два весёлых гуся». На канале «Россия» прошли два бенефиса актёра. Принимал участие в программах «Форт Боярд», «Жестокие игры», «Блеф-клуб»[29][30].
- В 2008 году Юрий Гальцев участвовал в проекте «Две звезды» на Первом канале вместе с певицей Жасмин и дошёл до финала.
- 24 мая 2009 года — «Пока все дома» вместе с супругой и дочерью Марией[31]
- В 2012 году участвовал в качестве члена жюри в телепередаче «ШоумаSтгоуон» украинского канала «Новый канал».

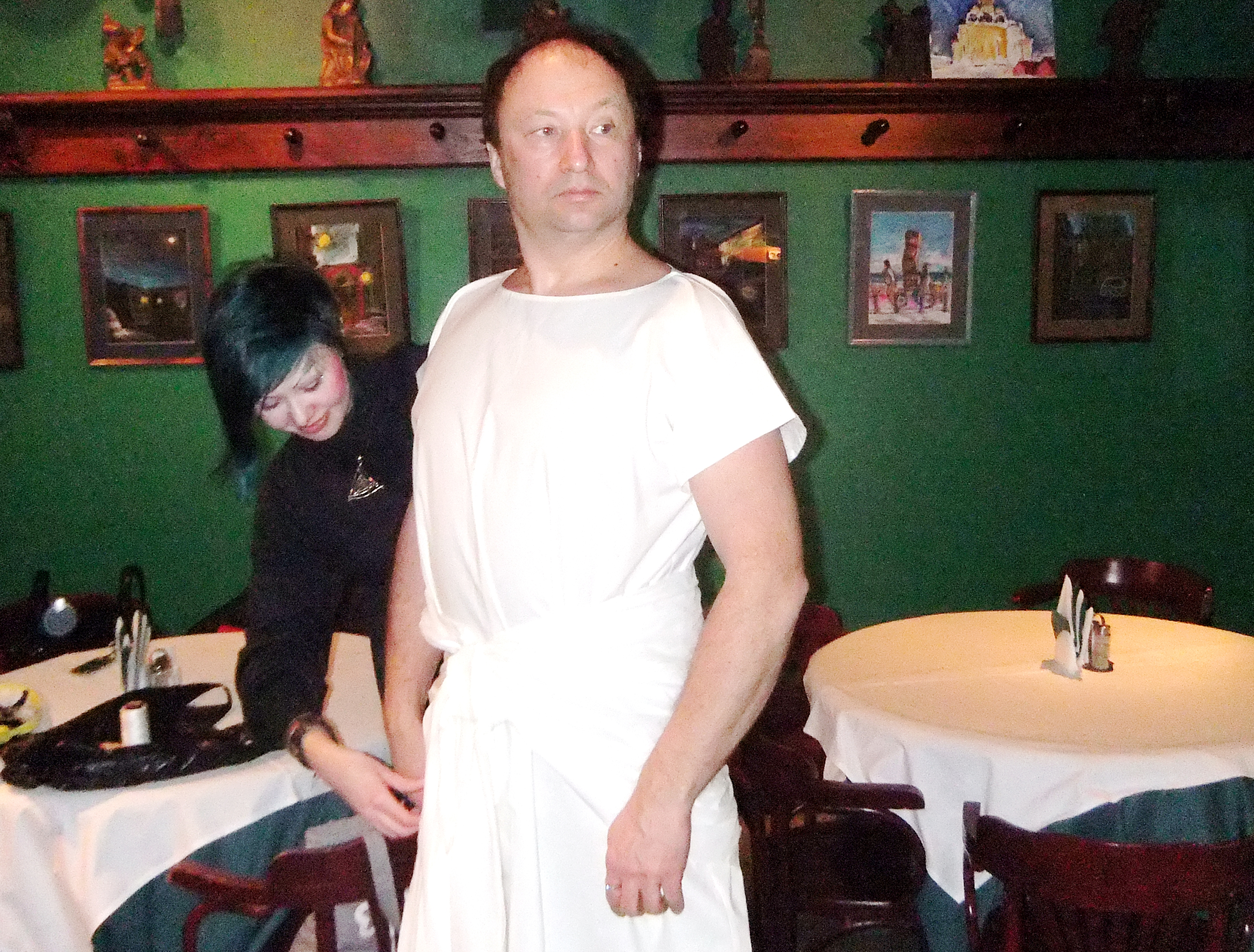
На съёмочной площадке, 2013 год

- В 2014 году принял участие в шоу перевоплощений «Точь-в-точь» на Первом канале. Выходил в следующих образах:
  - Владимир Мулявин (1 выпуск);
  - Лиз Митчелл (2 выпуск);
  - Луи Армстронг (3 выпуск);
  - Кола Бельды (4 выпуск);
  - Людмила Зыкина (5 выпуск);
  - Юрий Никулин (6 выпуск);
  - Тото Кутуньо (7 выпуск);
  - Борис Моисеев (8 выпуск);
  - Тамара Миансарова (9 выпуск);
  - Михаил Шуфутинский (10 выпуск)
  - Михаил Муромов (11 выпуск)
  - Клавдия Шульженко (12 выпуск)
  - Игорь Корнелюк (13 выпуск)
  - Жан-Пьер Барда (Финал)

### Участие в рекламе
- ТВ-ролик российско-американской компании «Юнилэнд».
- ТВ-ролики супермаркетов электроники и бытовой техники «Телемакс» (5 разных роликов).

### Сотрудничество
- Геннадий Ветров
- Елена Воробей
- Игорь Вуколов
- Сергей Дроботенко

## Признание заслуг

### Государственные и муниципальные награды Российской Федерации
- Премия Правительства Санкт-Петербурга в области культуры и искусства, 19 мая 2024 года — в творческой команде спектакля "Вселенная Островского"[1].
- Медаль ордена «За заслуги перед Отечеством» II степени, 30 марта 2020 года — за большой вклад в развитие отечественной культуры и искусства, многолетнюю плодотворную деятельность[32].
- Почётный знак отличия «За заслуги перед Санкт-Петербургом» (2011)[33]
- Золотая медаль Законодательного собрания Санкт-Петербурга (2011)[33]
- Губернаторские часы Санкт-Петербурга (2011)[33]
- Занесение в Галерею «Курганцы — гордость города» (Решение Курганской городской Думы от 28 июня 2017 года № 146 «О кандидатурах для занесения в галерею „Курганцы — гордость города“») — за достижения в сфере культуры и искусства[34].

### Общественные награды
- Титул «Резиновое лицо» на Всемирном фестивале клоунады и пантомимы во Франции (Бордо), 1995 год.
- Гран-при Всероссийского конкурса артистов эстрады (Москва), 1999 год.
- Международный клоунский приз «Золотой нос» (Рига) за 1999 год.
- Кубок Аркадия Райкина и золотая медаль фестиваля сатиры и юмора «Море смеха» (Рига), 2000 год.
- Звание «Лучший актёр» 2000 года (Санкт-Петербург), 2001 год.
- Приз международного фестиваля юмора и сатиры «Золотой Остап» (Санкт-Петербург), 2001 год.

## Семья
- Первая жена — Светлана.
  - Сын от первого брака — Михаил Юрьевич Гальцев (род. 21 ноября 1981[35][неавторитетный источник]), живёт в Кургане, ведёт здоровый образ жизни, лечился от наркозависимости и алкоголизма, в 2010 году начал заниматься реабилитацией наркозависимых, занимается моржеванием, пишет песни, поёт под гитару, был организатором свадеб, мероприятий[36][37][38][39][40].
    - Внук — Юрий Михайлович Гальцев (род. июль 2003)[39].
    - Внучка — Алина Михайловна Гальцева[41]
- Вторая жена (с 1986 года[39][42]) — актриса Ирина Семёновна Ракшина (род. 3 мая 1962, Петропавловск-Камчатский). С женой познакомились когда после первого курса работали в стройотряде в Казахской ССР. Юрий Гальцев пел ночью песни под гитару у костра, рассказывал анекдоты. Когда они поженились, то сначала жили в общежитии, потом снимали комнату в коммуналке, работали дворниками[42].
  - Дочь от второго брака — Мария Юрьевна Гальцева (род. ок. 1992[42]) — тренер по фитнесу[43].
- Внебрачный сын — Глеб Гальцев (род. 2015) от Марии Насыровой[44].